# Cung điện Krzysztofory

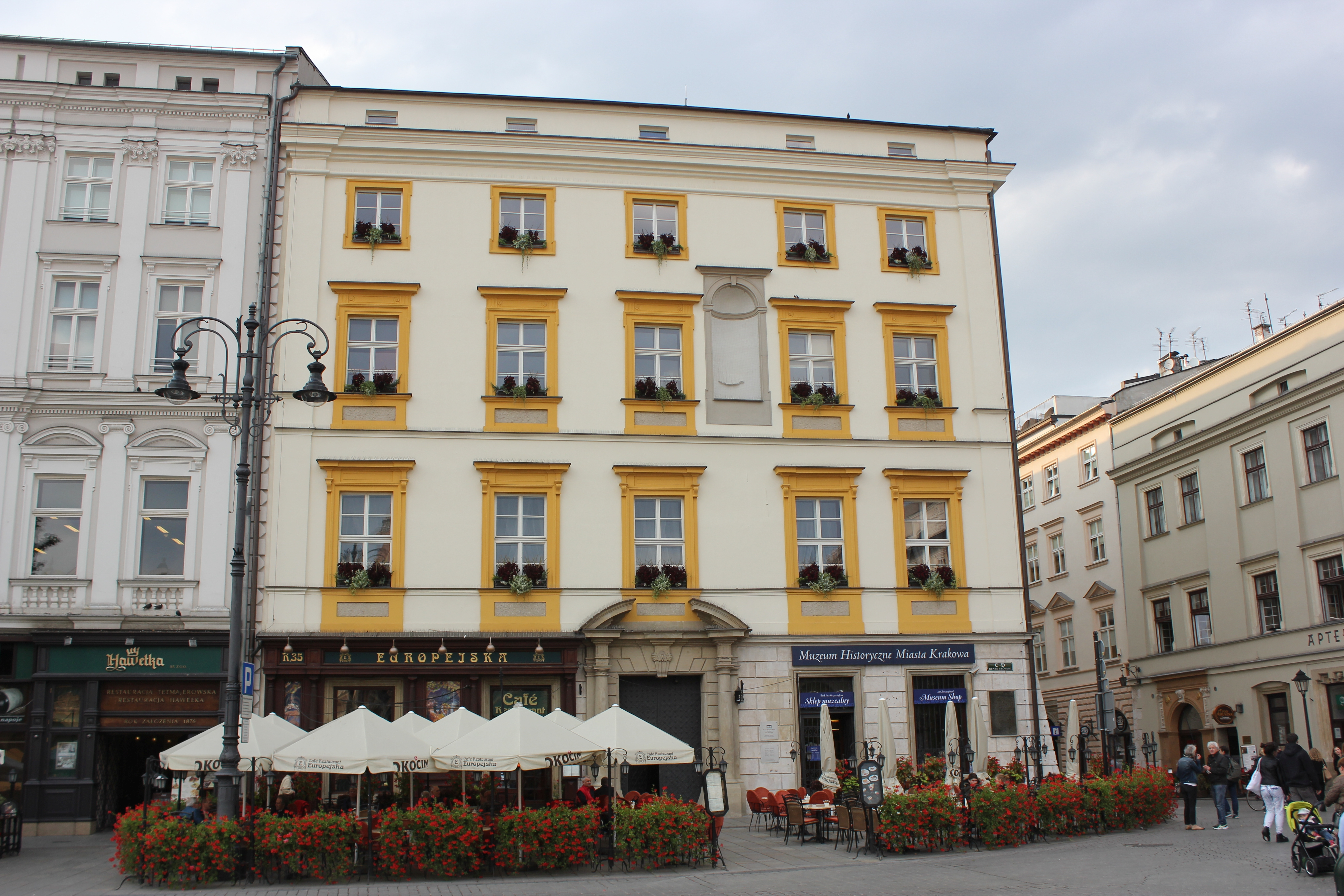
Cung điện Krzysztofory trên quảng trường chính của Kraków (2015)

Cung điện Krzysztofory là một cung điện nhỏ, theo kiến trúc baroque nằm trên quảng trường chính của Kraków, thuộc vùng Małopolska của miền nam Ba Lan. Đây là vị trí của Bảo tàng Lịch sử Kraków.

## Lịch sử
Từ năm 1640 đến 1649, Cung điện thuộc sở hữu của Thống chế Vương triều Adam Kazanowski, người cũng đã ủy thác để xây dựng nó. Cung điện được đặt theo tên của Thánh Krzysztof, vị thánh bảo trợ của các khu chung cư thời trung cổ. Nó được thiết kế bằng cách kết hợp ba ngôi nhà gothic hẹp. Lần cải tạo lớn đầu tiên của cung điện được thực hiện bởi kiến trúc sư Jakub Solari vào năm 1682-1684. Một trong những tính năng độc đáo của nó là công trình bằng vữa tốt được thực hiện bởi kiến trúc sư người Ý Baldassare Fontana, người đã làm việc tại Kraków vào thời điểm đó. Đến cuối thế kỷ 19, tầng trệt là vị trí một nhà hàng nổi tiếng Pod Palmą được thành lập bởi Antoni Hawełka, người cung cấp thực phẩm cho triều đình Vienna.
Hiện tại, cung điện có chi nhánh chính của Bảo tàng Lịch sử Kraków, nơi được cấp tư cách của một tổ chức độc lập vào năm 1945, sau khi Thế chiến II kết thúc.